# Adrien Boichis
Adrien Boichis (Aix-en-Provence, 2 de enero de 2003) es un deportista francés que compite en ciclismo de montaña, en la disciplina de campo a través, y ruta.
Ganó dos medallas en el Campeonato Mundial de Ciclismo de Montaña, en los años 2021 y 2023, y una medalla de bronce en el Campeonato Europeo de Ciclismo de Montaña de 2025.

## Medallero internacional
| Campeonato Mundial | Campeonato Mundial    | Campeonato Mundial | Campeonato Mundial         |
| Año                | Lugar                 | Medalla            | Competición                |
| ------------------ | --------------------- | ------------------ | -------------------------- |
| 2021               | Val di Sole (Italia)  | Medalla de oro     | Campo a través por relevos |
| 2023               | Glasgow (Reino Unido) | Medalla de plata   | Campo a través por relevos |
| Campeonato Europeo |                       |                    |                            |
| Año                | Lugar                 | Medalla            | Competición                |
| 2025               | Melgaço (Portugal)    | Medalla de bronce  | Campo a través corto       |

## Palmarés
2025
- Istrian Spring Trophy